# Новый Варин
Но́вый Ва́рин (Ново-Варин) — посёлок в Климовском районе Брянской области России. Расположен в 4 км к северо-востоку от села Чуровичи, в 20 км от стыка государственных границ России, Украины и Белоруссии.

## История
Упоминается с середины XIX века как хутор Варин, входил в состав Малощербиничской волости. С 1927 по 1930-е гг. — центр Нововаринского сельсовета. В 1929—1932 и 1944—1956 — в составе Чуровичского района.
До середины 1970-х годов в Ново-Варине была начальная школа, однако, в связи с отъездом молодёжи из посёлка, она была закрыта. Существенное негативное влияние на жизнь Нового Варина оказала авария на Чернобыльской АЭС в 1986 году. До настоящего времени осуществляется регулярный контроль уровня радиации в посёлке.

## Население
| 2010 | 2013 |
| ---- | ---- |
| 24   | ↘22  |

## Настоящее
В посёлке сохранилась одна улица — улица Чапаева.
Посёлок не имеет на своей территории производственных предприятий и полностью состоит из частных подворий; большинство жителей — пенсионеры. Через Новый Варин лежит маршрут пассажирских рейсовых автобусов Климово — Чуровичи — Старые Юрковичи, автобусов с международным сообщением (Украина — Россия), международных грузоперевозок.